# Paul Cullen

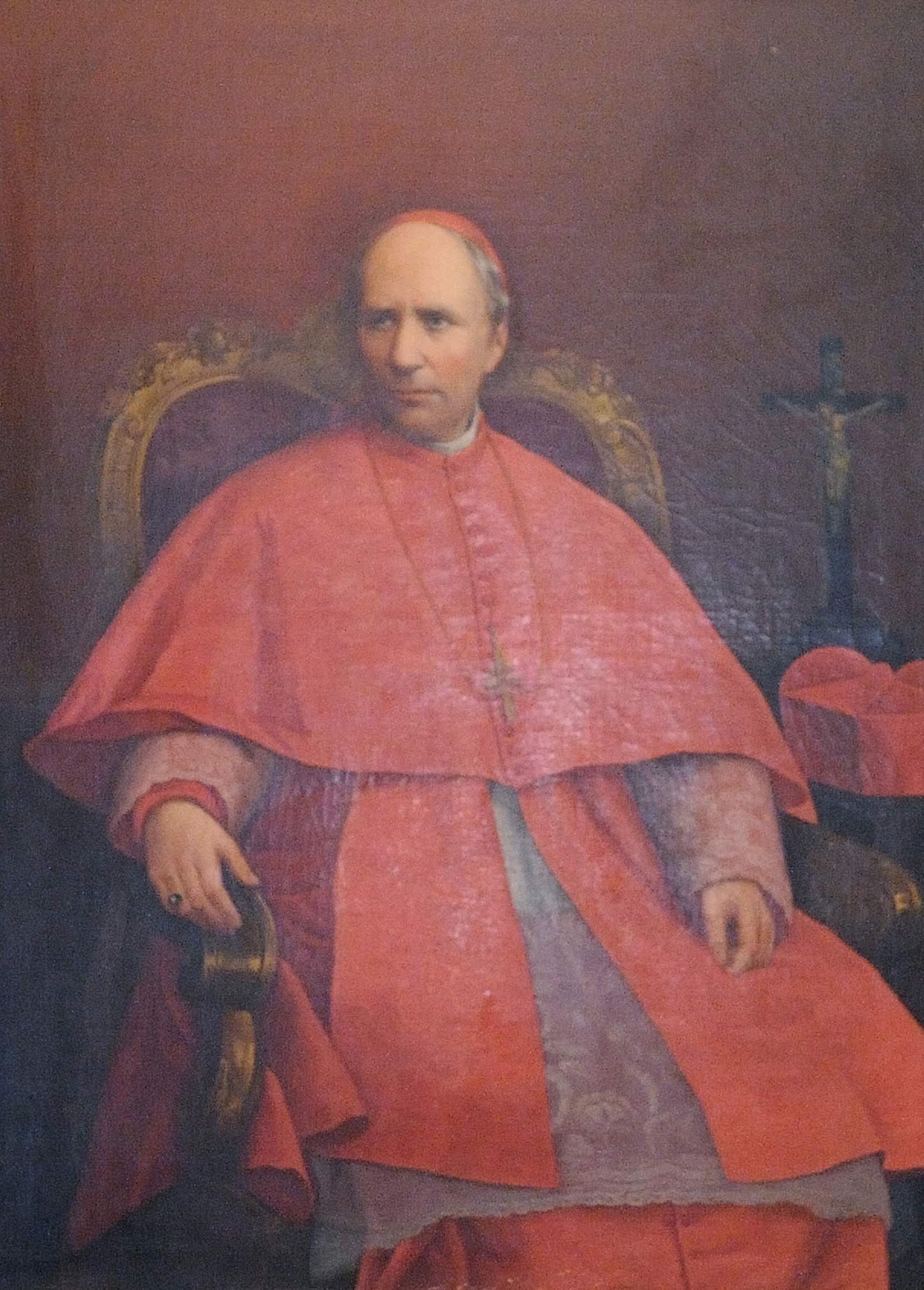
Kardinal Paul Cullen

Paul Cullen (irisch an Cairdinéal Pól Ó Cuilinn, * 29. April 1803 in Prospect, County Kildare; † 24. Oktober 1878 in Dublin) war römisch-katholischer Erzbischof von Armagh und von Dublin in Irland. Er war der erste Kardinal aus Irland und formte nachhaltig den irischen Katholizismus.

## Leben

### Vom Schüler bis zum Rektor
Seine ersten Schultage erlebte Cullen in der Dorfschule von Ballytore, um 1816 auf die Hochschule zu wechseln. Bereits als 17-Jähriger wurde er 1820 in die Kongregation für die Evangelisierung der Völker (Congregatio de Propaganda Fide) berufen, wo ihn der spätere Papst Leo XIII. als gebildeten und wissbegierigen Priester kennenlernte. Während seines Bildungswegs erwarb Paul Cullen ein profundes Wissen der klassischen und orientalischen Sprachen, was ihm ein hohes Ansehen verlieh. Er promovierte und es erfolgte 1832 die Ernennung zum Direktor des Irischen Kollegs in Rom.

### Rektorenzeit
Seine Zeit auf dem Rektorenstuhl (1832–1850) nutzte er für eine Standardausgabe des griechischen und lateinischen Lexikons von Hedericus, welches noch heute seine volle Gültigkeit besitzt. In dieser Hochschulzeit gewann er aber auch großes Vertrauen zu den Päpsten Gregor XVI. und Pius IX. Es gehört zu seinen Verdiensten, dass das Irische Kolleg ein hohes wissenschaftliches Ansehen errang. Zusätzlich übernahm er auch die Leitung der Kongregation für die Evangelisierung der Völker, die jedoch auf Grund der politischen Umwälzungen in Italien vorübergehend geschlossen wurde, da sie von der italienischen Regierung vereinnahmt werden sollte.

### Erzbischof von Armagh, Dublin und Kardinal

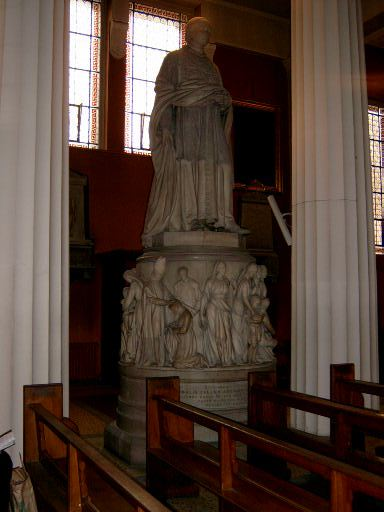
Statue von Kardinal Paul Cullen, 1882 von Thomas Farrell geschaffen;
St. Mary’s Pro-Cathedral, Dublin

Papst Pius IX. ernannte den damaligen Rektor des Irischen Kollegs in Rom am 19. Dezember 1849 zum Erzbischof von Armagh. Die Bischofsweihe spendete ihm am 24. Februar 1850 in der Kirche Sant’Agata dei Goti in Rom Castruccio Castracane degli Antelminelli, Kardinalbischof von Palestrina; Mitkonsekratoren waren Erzbischof Carlo Luigi Morichini und John Thomas Hynes, Apostolischer Administrator von Demerara. Cullen arbeitete gleichzeitig für ein knappes weiteres Jahr in der Congregatio de Propaganda Fide.
Am 1. Mai 1852 übernahm er das Erzbischofsamt in Dublin, Papst Pius IX. beauftragte ihn 1854 als apostolischen Delegierten für die neu gegründete Katholische Universität von Irland. Im Konsistorium vom 22. Juni 1866 wurde er von Papst Pius IX. zum Kardinalpriester von San Pietro in Montorio erhoben, damit wurde er der erste irische Kardinal. In seiner Amtszeit leitete er zwei irische Synoden (1850 und 1875) und führte die irische Kirche zu einer Einheit zusammen.

### Arbeit in Rom
Während seiner häufigen Besuche in Rom wohnte er grundsätzlich im Irischen Kolleg, seine Aussagen und Analysen übten auf die Definition des Dogmas der unbefleckten Empfängnis Mariens großen Einfluss aus. Seine Kenntnisse wurde von Papst Pius IX. hoch geschätzt und dieser bediente sich mitunter seiner theologischen Darlegungen. Als Konzilsvater nahm er  1869/70 am I. Vaticanum teil.

### Die Kirche in Irland und sein Nachfolger
Der Zustand der katholischen Kirche in Irland hatte sich in der Zeit seines Episkopats deutlich gewandelt und verbessert. Jene 28 Jahre kennzeichneten eine ununterbrochene Periode des Fortschritts in allen Angelegenheiten, die mit Religion, Disziplin, Ausbildung und Nächstenliebe verbunden waren. Kardinal Paul Cullen weihte 1877 den Priester Edward McCabe zum Titularbischof von Gadara, seit dieser Zeit war McCabe sein Assistent und wurde auch sein Nachfolger.
Sein Neffe Patrick Francis Moran, den er 1872 zum Bischof weihte, wurde später Erzbischof von Sydney und 1885 der erste Kardinal aus Australien.